# HD 3883
HD 3883 — белая двойная или кратная звезда, находящаяся в созвездии Андромеда на расстоянии приблизительно 402,85 св. лет от Земли. По состоянию на 2007 год, радиус звезды оценивается в 4,41 солнечного радиуса. Исходя из отрицательной радиальной скорости, звезда приближается к Солнцу. Планет у HD 3883 обнаружено не было. Звезда видима невооружённым глазом на ночном небе.